# Jussi järved
Jussi järved (Jussisjöarna) är sex små sjöar i Estland. De ligger i Kuusalu kommun i landskapet Harjumaa, i den centrala delen av landet, 60 km öster om huvudstaden Tallinn. Jussi järved ligger 74 meter över havet.
Den största heter Suurjärv (estniska för storsjön), eller Jussi Suurjärv för att skilja den från andra sjöar med samma namn, och är 0,19 kvadratkilometer stor. Övriga heter Väinjärv, Mustjärv, Pikkjärv, Kõverjärv och Linajärv.